# Felicia smaragdina
Felicia smaragdina là một loài thực vật có hoa trong họ Cúc. Loài này được (S.Moore) Merxm. mô tả khoa học đầu tiên năm 1954.